# Chiang Rai (Provinz)
Chiang Rai (Thai: เชียงราย, gesprochen: [tɕʰiaŋ˧raːj˧]) ist eine Provinz (Changwat) in der Nordregion von Thailand. Die Hauptstadt der Provinz Chiang Rai heißt ebenfalls Chiang Rai.

## Geographie
Chiang Rai ist die nördlichste Provinz des Landes inmitten einer wilden Berglandschaft. Die durchschnittliche Höhe beträgt 580 Meter.
Die Provinz liegt etwa 850 Kilometer nördlich der Hauptstadt Bangkok.
| Norden | Landesgrenze zu Myanmar (Birma) und Laos |
| Osten  | Landesgrenze zu Laos                     |
| Süden  | Phayao und Lampang                       |
| Westen | Chiang Mai                               |

### Wichtige Städte
Mae Chan, Mae Salong (auch Santikhiri), Mae Sai, Chiang Khong und Chiang Saen

### Wichtige Flüsse
Maenam Kok, Maenam Sai

## Klima
Das Klima ist aufgrund der Höhenlage gemäßigt tropisch-monsunal. Die Durchschnittstemperaturen bewegen sich zwischen 12 °C in der Nacht (Januar) bis 35 °C am Tage (April). Die Höchsttemperatur im Jahr 2009 betrug 37,5 °C, die tiefste Temperatur wurde mit 8,7 °C gemessen. An 117 Regentagen fielen in demselben Jahr 1.625,0 mm Niederschlag.
|                       | Jan  | Feb  | Mär  | Apr  | Mai   | Jun   | Jul   | Aug   | Sep   | Okt   | Nov  | Dez  |   |         |
| Mittl. Tagesmax. (°C) | 28,2 | 31,1 | 33,8 | 34,9 | 33,1  | 32,0  | 31,0  | 30,8  | 30,8  | 30,1  | 28,4 | 26,7 | ⌀ | 30,9    |
| Mittl. Tagesmin. (°C) | 12,2 | 13,1 | 16,5 | 20,3 | 22,3  | 23,3  | 23,2  | 23,0  | 22,4  | 20,7  | 17,1 | 13,0 | ⌀ | 18,9    |
|                       |      |      |      |      |       |       |       |       |       |       |      |      |   |         |
| Niederschlag (mm)     | 11,2 | 12,2 | 23,6 | 93,3 | 208,7 | 186,5 | 316,6 | 367,7 | 279,8 | 131,6 | 56,1 | 17,5 | Σ | 1.704,8 |
|                       |      |      |      |      |       |       |       |       |       |       |      |      |   |         |
| Regentage (d)         | 1,6  | 1,3  | 2,9  | 10,0 | 17,8  | 18,4  | 22,5  | 23,3  | 17,6  | 11,2  | 5,0  | 2,0  | Σ | 133,6   |

| 12,2 |

| 13,1 |

| 16,5 |

| 20,3 |

| 22,3 |

| 23,3 |

| 23,2 |

| 23,0 |

| 22,4 |

| 20,7 |

| 17,1 |

| 13,0 |

| 12,2 |

| 13,1 |

| 16,5 |

| 20,3 |

| 22,3 |

| 23,3 |

| 23,2 |

| 23,0 |

| 22,4 |

| 20,7 |

| 17,1 |

| 13,0 |

## Wirtschaft und Bedeutung
Das Handelszentrum für Waren aller Art bildet die Provinzhauptstadt. Eine Besonderheit bildet der Anbau von Litschi, die um 1830 aus Südchina eingeführt wurden.
Im Jahr 2009 betrug das „Gross Provincial Product“ (Bruttoinlandsprodukt) der Provinz 65.974 Millionen Baht. Der Mindestlohn in der Provinz beträgt 232 Baht pro Tag (etwa 5 €).

### Daten
Die unten stehende Tabelle zeigt den Anteil der Wirtschaftszweige am Gross Provincial Product in Prozent:
| Wirtschaftszweig | 2006 | 2007 | 2008 | 2009 |
| ---------------- | ---- | ---- | ---- | ---- |
| Landwirtschaft   | 27,3 | 27,5 | 29,4 | 29,6 |
| Industrie        | 4,2  | 7,6  | 12,1 | 16,0 |
| Andere           | 68,5 | 64,9 | 58,5 | 54,4 |

### Landnutzung
Für die Provinz ist die folgende Landnutzung dokumentiert:
- Waldfläche: 3.227.888 Rai (5.164,6 km²), 44,2 % der Gesamtfläche
- Landwirtschaftlich genutzte Fläche: 2.163.449 Rai (3.461,5 km²), 29,6 % der Gesamtfläche
- Nicht klassifizierte Fläche: 1.907.644 Rai (3.052,2 km²), 26,1 % der Gesamtfläche

## Verkehr

### Flughafen

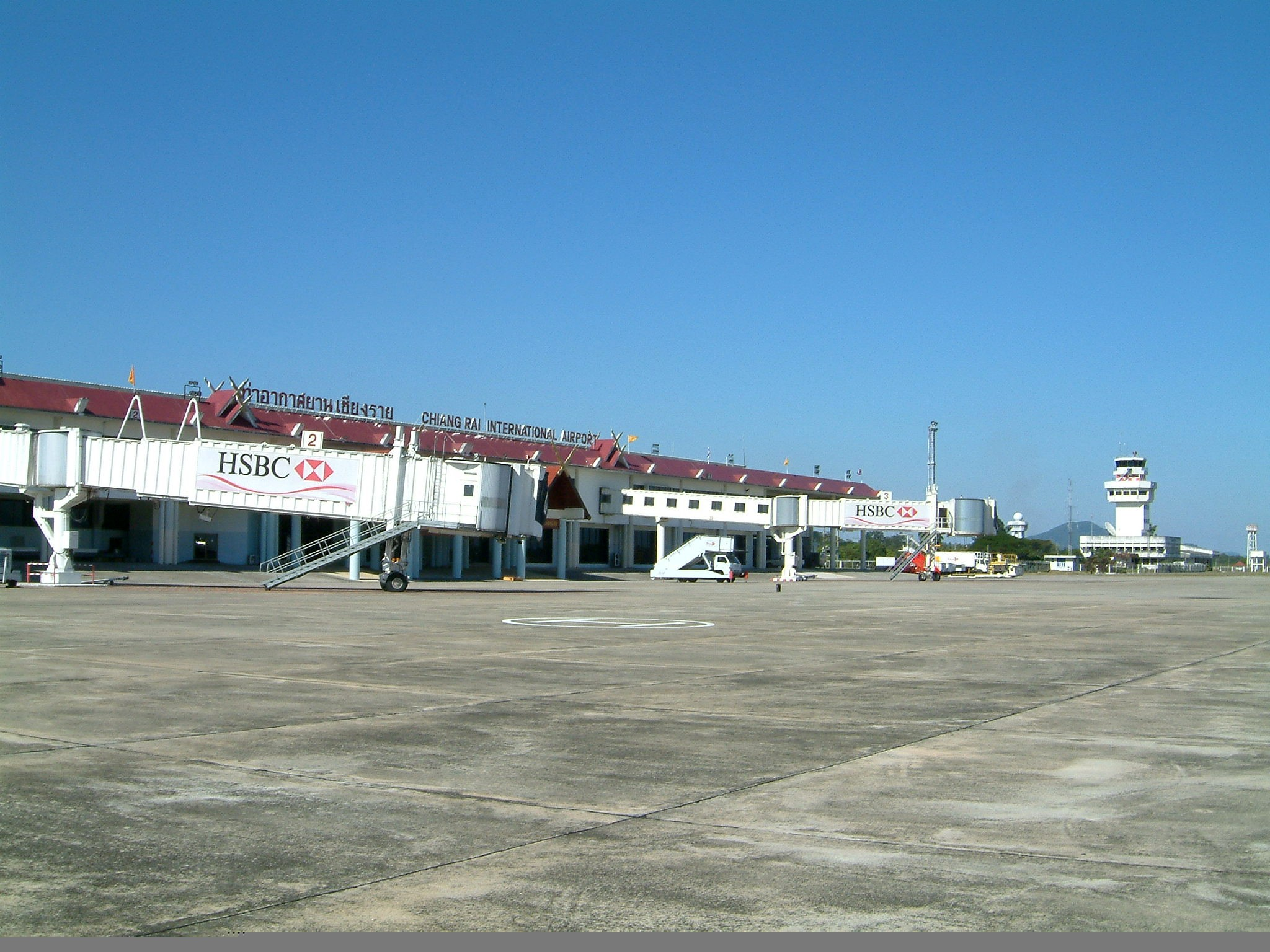
Flughafen Chiang Rai

- Internationaler Flughafen Mae Fah Luang – Chiang Rai (thailändisch ท่าอากาศยานนานาชาติแม่ฟ้าหลวงเชียงราย, IATA-Flughafencode: CEI, ICAO-Code: VTCT)
- Chiang Rai Flughafen (ICAO: VTCR) ist ein Militärflugplatz im Südwesten von Chiang Rai

### Busverkehr
- Chiang Rai Bus Terminal
- Phan Bus Terminal
- Mae Sai Bus Terminal

## Bildungseinrichtungen
- Chiang Rai Rajabhat Universität
- Ramkhamhaeng Universität Chiang Rai Campus

## Gesundheitseinrichtungen
- Overbrook Krankenhaus, Chiang Rai
- Chiang Rai Pracha Nu Khro Krankenhaus, Chiang Rai
- Sri Burin Krankenhaus, Chiang Rai

## Geschichte
Zunächst gehörte Chiang Rai zum Reich Lan Na, dem Land der Millionen Felder. Die Provinzhauptstadt wurde 1262 von König Mangrai gegründet und blieb 30 Jahre lang auch die Hauptstadt seines Reiches.
Lange Zeit gehörte Chiang Rai zu Birma, und erst König Rama I. vereinigte die Gegend wieder mit Siam (1786). Dabei wurden Städte wie Chiang Saen zerstört, später aber wieder aufgebaut.
Die Provinz besteht seit 1910.
Immer wieder erschüttern leichte bis mittelschwere Erdbeben die Gegend von Chiang Rai. Am 24. März 2011 fand nahe der Stadt Tali in Nord-Birma ein Erdbeben der Stärke 6,8 auf der Richter-Skala statt, bei dem eine Frau von einer einstürzenden Mauer getötet wurde.

## Bevölkerung
Die Mehrheitsbevölkerung der Provinz besteht aus Tai Yuan (oder „Nordthailändern“, Eigenbezeichnung Khon Müang). Diese werden von offizieller Seite aber nicht als ethnische Minderheit, sondern als Thai betrachtet. Etwas mehr als 12 % der Bevölkerung sind gemäß der Sprachdaten aus der Volkszählung 2000 Angehörige der sogenannten Bergvölker, hauptsächlich Yao, Akha, Karen, Hmong und Lisu. Hier ist eine deutliche Zunahme gegenüber 1990 festzustellen, als nur 3,4 % angaben, eine der Sprachen der Bergvölker zu sprechen. Der Anteil der Bewohner ohne thailändische Staatsbürgerschaft hat von 0,5 % (1990) auf 8 % (2000) zugenommen, der Anteil der Buddhisten ist von 95,1 % (1990) auf 90,6 % (2000) zurückgegangen.

## Sehenswürdigkeiten

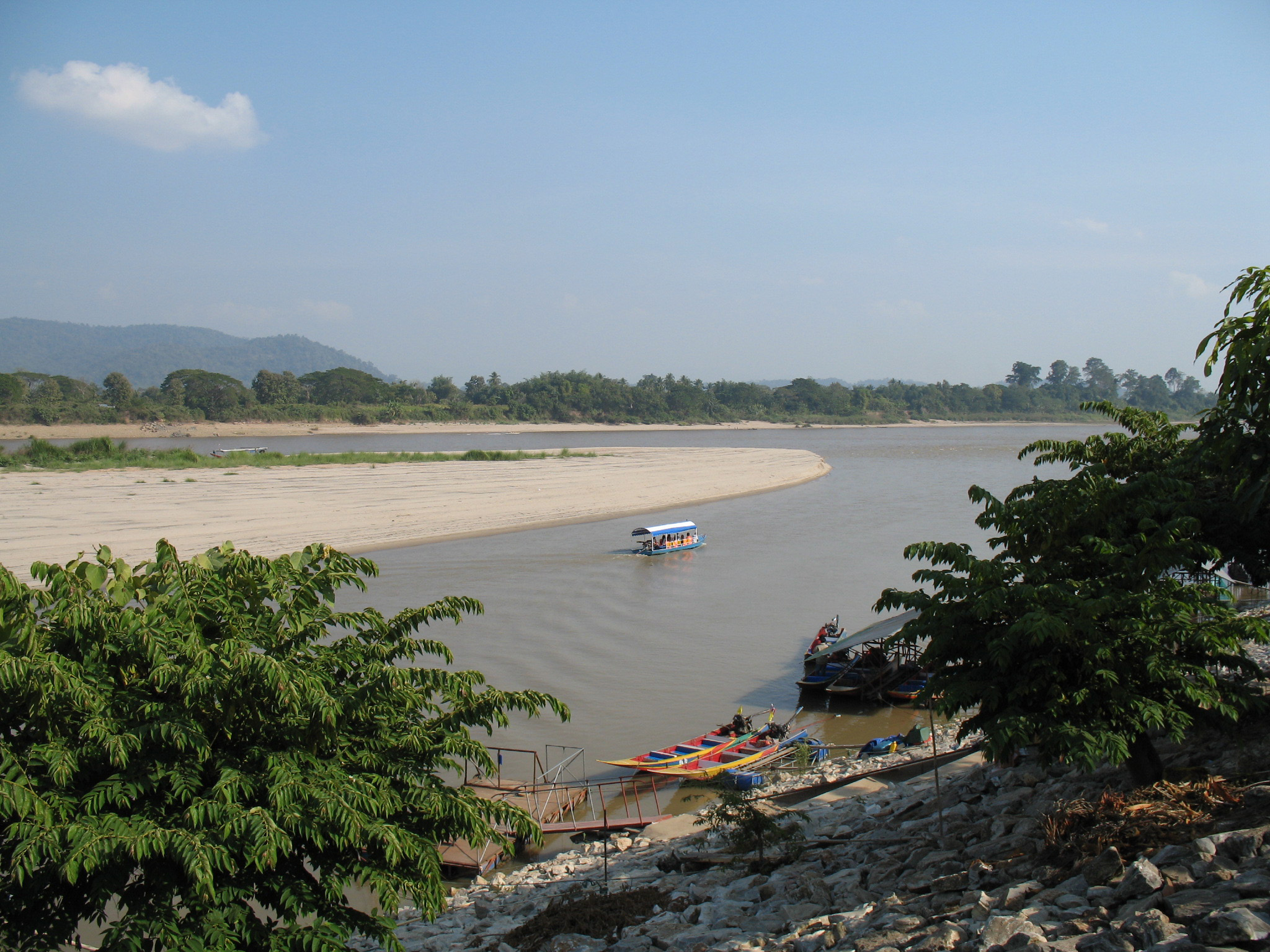
Goldenes Dreieck

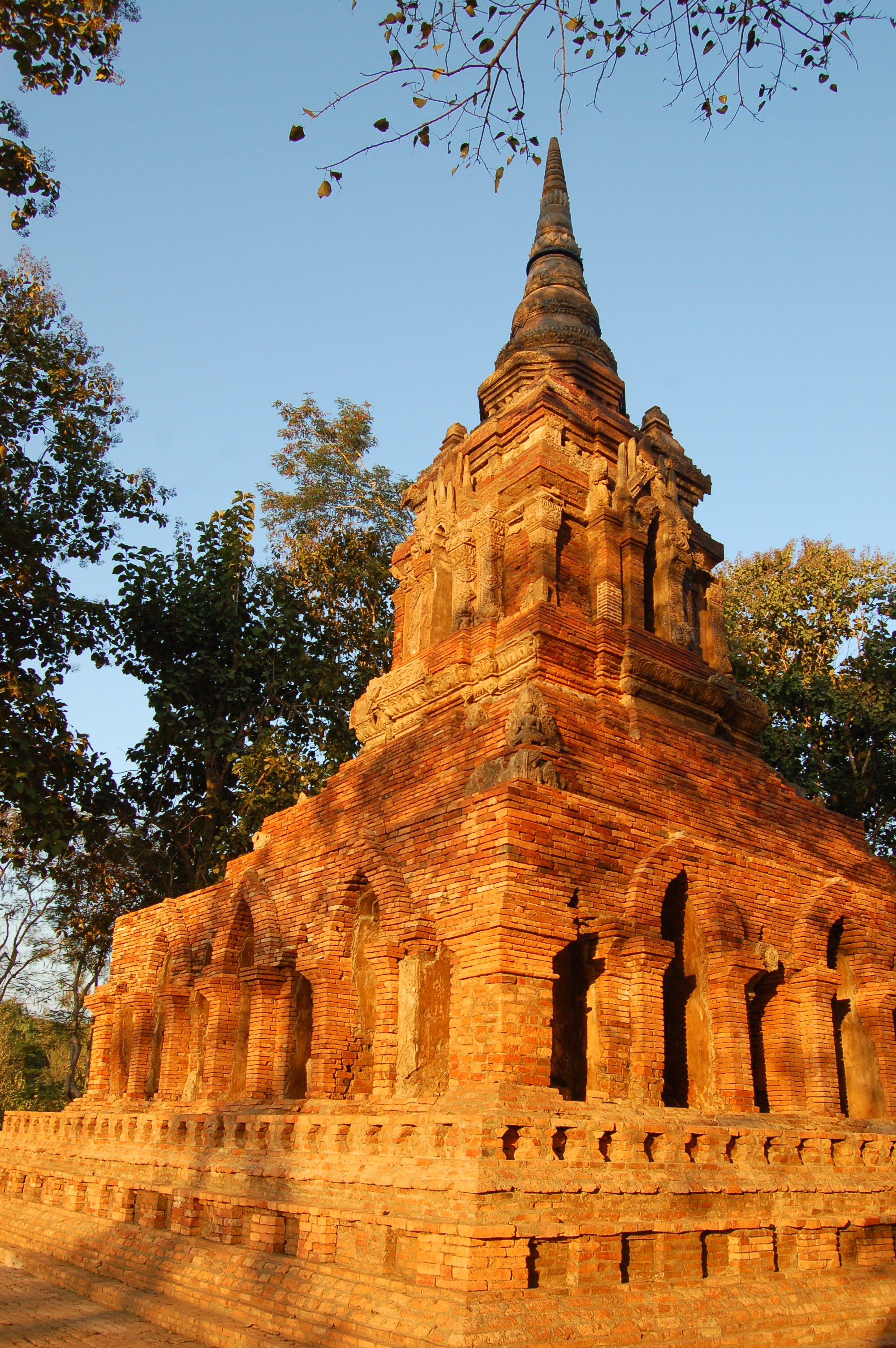
Wat Pa Sak

- Wat Prathat Doi Tung – buddhistische Tempelanlage (Wat) bei Ban Huai Krai, die seit 911 besteht. Es soll hier angeblich eine Reliquie des Buddha untergebracht sein, daher wird der Tempel als der heiligste der Region angesehen. Es bietet sich außerdem eine phantastische Aussicht auf die umliegende Bergwelt und man kann Buddhastatuen begutachten, die zu den ältesten in Thailand gehören.
- Tropfsteinhöhle – bei Tham Luang, die Höhlen ziehen sich 7 km in den Berg hinein (siehe auch Rettungsaktion in der Tham Luang)
- Sop Ruak (Goldenes Dreieck) – Zusammenfluss des Mekong mit dem Maenam Sai. Das Westufer des Mekong gehört zu Thailand, das Ostufer zu Laos und das Dreieck zwischen Mekong und Sai zu Myanmar.
- Chiang Saen – Uralte Stadt (mit Grabungsstätte und einem Museum), die wohl zwischen dem 6. und 8. Jahrhundert gegründet wurde. Bei Kämpfen mit den Khmer im 11. Jahrhundert zerstört, wurde sie um 1325 neu errichtet. Ihre Blütezeit dauerte bis 1558.

- Nationalparks:
  - Nationalpark Doi Luang
  - Nationalpark Khun Chae
  - Nationalpark Pa Mae Puem
  - Nationalpark Phu Sang

## Wappen
Das Wappen zeigt einen weißen Elefanten, das Symbol des Königshauses. Es erinnert daran, dass Chiang Rai von König Mangrai gegründet wurde, angeblich, weil sein Lieblingselefant sich hier so wohl fühlte.
Der lokale Baum ist der Jasmin (Radermachera ignea), die lokale Blume ist die Feuerranke (oder auch Flammenwein) (Pyrostegia venusta).

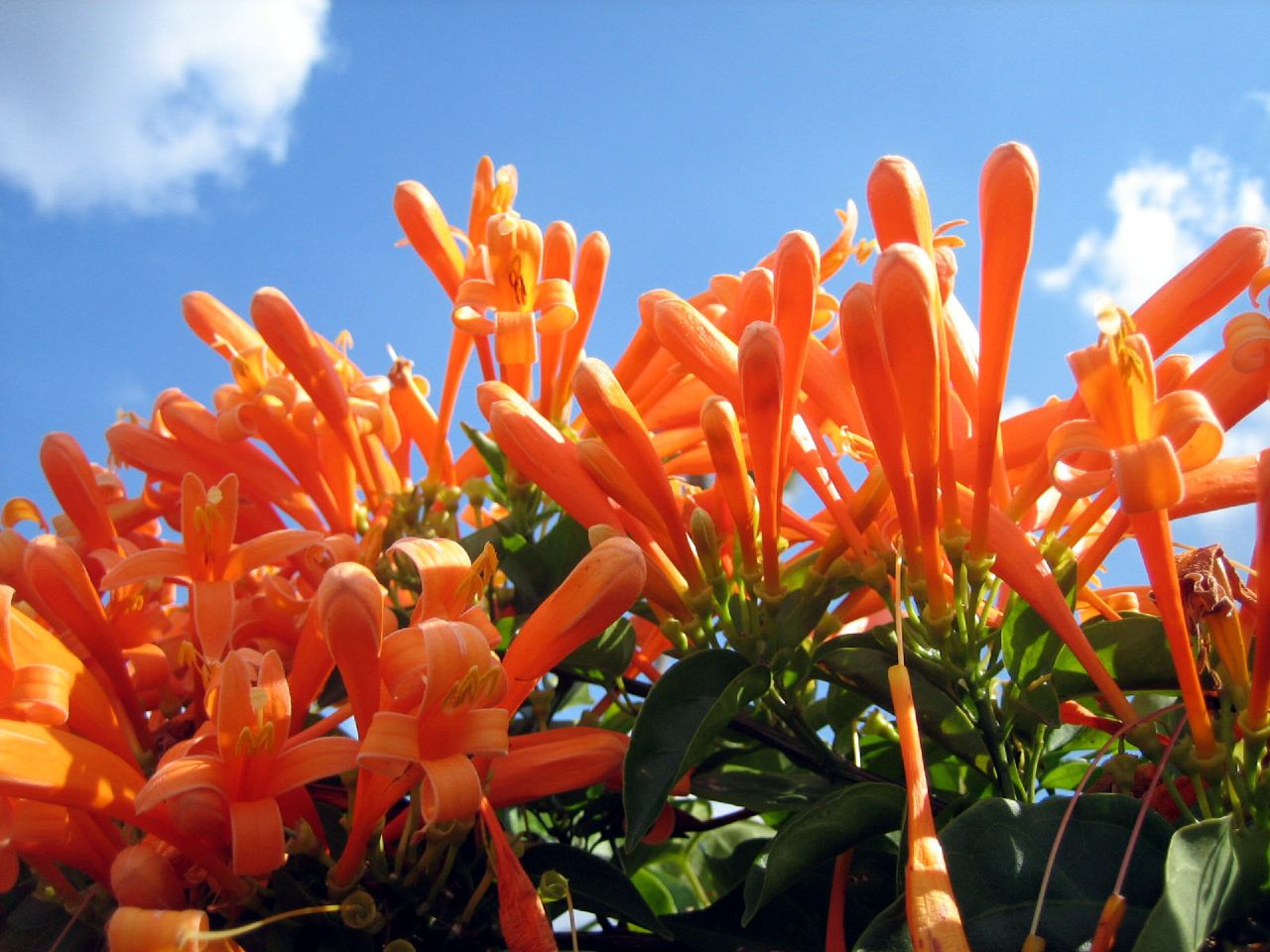
Pyrostegia venusta

Der Wahlspruch der Provinz Chiang Rai lautet:
„Der nördlichste Teil des Landes,
Doi Tung ist der hohe Berggipfel der Stadt,
Das Land lieblichen Reises, süßer Litschis,
Ananas aus Nang Lae und wohlschmeckenden Tees,
Die Kultur bewahrend, mit schönen Frauen überall.“
Auf Thai: เหนือสุดในสยาม อร่ามดอยตุง ผดุงวัฒนธรรม รสล้ำข้าวสาร หอมหวานลิ้นจี่ สตรีโสภา ชาเลิศรส สัปปะรดนางแล

## Verwaltungseinheiten

### Provinzverwaltung
Die Provinz ist in 18 Landkreise (Amphoe) gegliedert. Die Kreise sind weiter unterteilt in 124 Gemeinden (Tambon) und 1510 Dörfer (Muban).
| \| Nr. \| Amphoe \| Thai \| \| Nr. \| Amphoe \| Thai \| \| --- \| ------------------------ \| ---------------- \| \| --- \| ------------------------ \| --------------- \| \| 01 \| Amphoe Mueang Chiang Rai \| อำเภอเมืองเชียงราย \| \| 10 \| Amphoe Mae Suai \| อำเภอแม่สรวย \| \| 02 \| Amphoe Wiang Chai \| อำเภอเวียงชัย \| \| 11 \| Amphoe Wiang Pa Pao \| อำเภอเวียงป่าเป้า \| \| 03 \| Amphoe Chiang Khong \| อำเภอเชียงของ \| \| 12 \| Amphoe Phaya Mengrai \| อำเภอพญาเม็งราย \| \| 04 \| Amphoe Thoeng \| อำเภอเทิง \| \| 13 \| Amphoe Wiang Kaen \| อำเภอเวียงแก่น \| \| 05 \| Amphoe Phan \| อำเภอพาน \| \| 14 \| Amphoe Khun Tan \| อำเภอขุนตาล \| \| 06 \| Amphoe Pa Daet \| อำเภอป่าแดด \| \| 15 \| Amphoe Mae Fa Luang \| อำเภอแม่ฟ้าหลวง \| \| 07 \| Amphoe Mae Chan \| อำเภอแม่จัน \| \| 16 \| Amphoe Mae Lao \| อำเภอแม่ลาว \| \| 08 \| Amphoe Chiang Saen \| อำเภอเชียงแสน \| \| 17 \| Amphoe Wiang Chiang Rung \| อำเภอเวียงเชียงรุ้ง \| \| 09 \| Amphoe Mae Sai \| อำเภอแม่สาย \| \| 18 \| Amphoe Doi Luang \| อำเภอดอยหลวง \| |                          |                  |  |     |                          |                 |
| Nr. | Amphoe                   | Thai             |  | Nr. | Amphoe                   | Thai            |
| 01 | Amphoe Mueang Chiang Rai | อำเภอเมืองเชียงราย |  | 10  | Amphoe Mae Suai          | อำเภอแม่สรวย     |
| 02 | Amphoe Wiang Chai        | อำเภอเวียงชัย      |  | 11  | Amphoe Wiang Pa Pao      | อำเภอเวียงป่าเป้า  |
| 03 | Amphoe Chiang Khong      | อำเภอเชียงของ     |  | 12  | Amphoe Phaya Mengrai     | อำเภอพญาเม็งราย  |
| 04 | Amphoe Thoeng            | อำเภอเทิง         |  | 13  | Amphoe Wiang Kaen        | อำเภอเวียงแก่น    |
| 05 | Amphoe Phan              | อำเภอพาน         |  | 14  | Amphoe Khun Tan          | อำเภอขุนตาล      |
| 06 | Amphoe Pa Daet           | อำเภอป่าแดด       |  | 15  | Amphoe Mae Fa Luang      | อำเภอแม่ฟ้าหลวง   |
| 07 | Amphoe Mae Chan          | อำเภอแม่จัน        |  | 16  | Amphoe Mae Lao           | อำเภอแม่ลาว      |
| 08 | Amphoe Chiang Saen       | อำเภอเชียงแสน     |  | 17  | Amphoe Wiang Chiang Rung | อำเภอเวียงเชียงรุ้ง |
| 09 | Amphoe Mae Sai           | อำเภอแม่สาย       |  | 18  | Amphoe Doi Luang         | อำเภอดอยหลวง    |

### Lokalverwaltung
Für das ganze Gebiet der Provinz besteht eine Provinz-Verwaltungsorganisation (องค์การบริหารส่วนจังหวัด, kurz อบจ., Ongkan Borihan suan Changwat; englisch Provincial Administrative Organization, PAO).
In der Provinz gibt es eine „Großstadt“ (เทศบาลนคร – Thesaban Nakhon): Chiang Rai (เทศบาลนครเชียงราย).
Es gibt außerdem 33 Kleinstädte (เทศบาลตำบล – Thesaban Tambon).